# Криворожский городской театр драмы и музыкальной комедии имени Т. Г. Шевченко

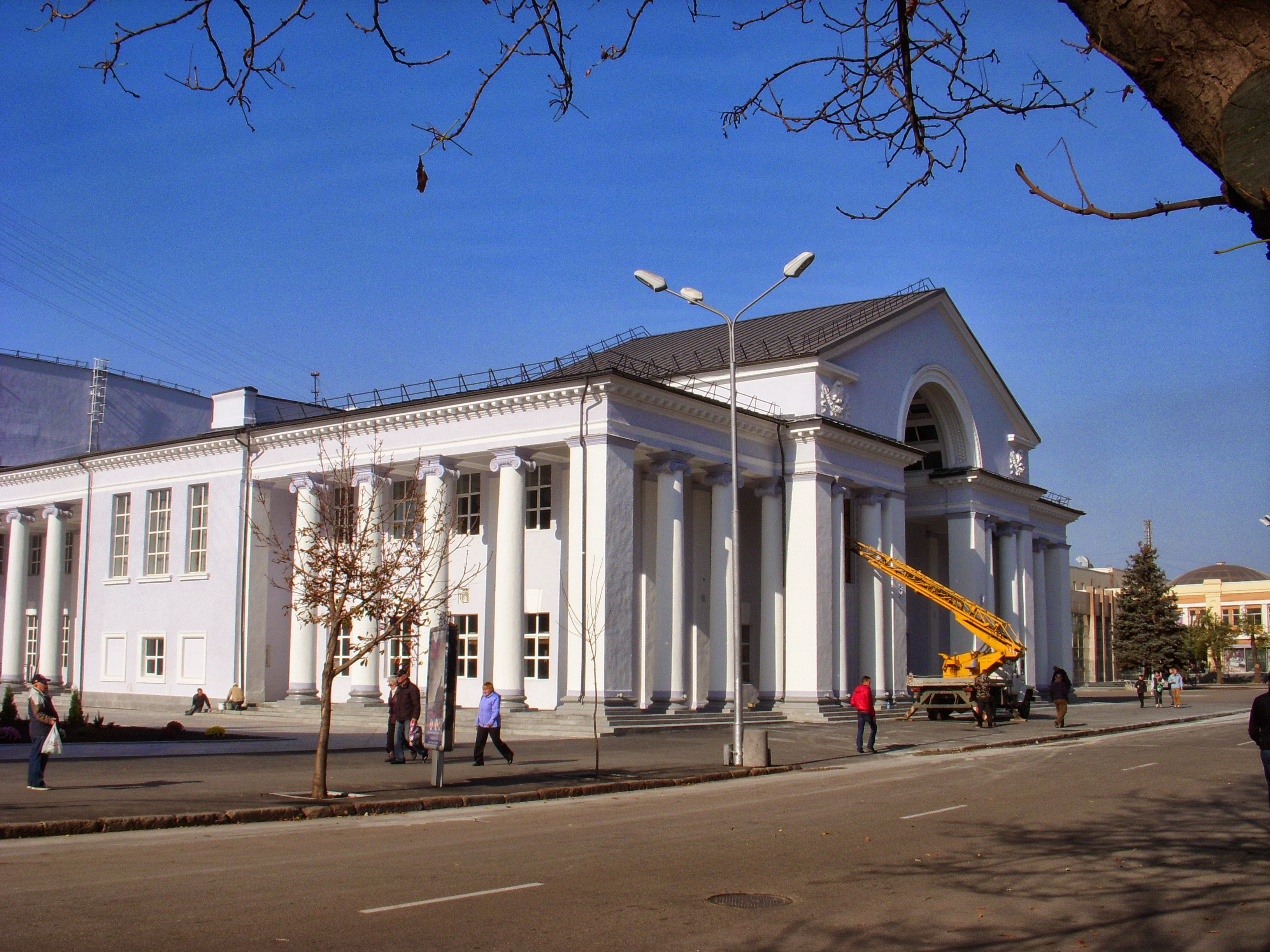
Общий вид театра

Криворожский академический городской театр драмы и музыкальной комедии имени Тараса Шевченко (ранее — Криворожский русский театр драмы и музыкальной комедии имени Т. Г. Шевченко) — театр в городе Кривой Рог.

## История
Театр начал свою деятельность в 1934 году, но ведёт свою летопись[уточнить] от момента создания 16 декабря 1931 года в Кривом Роге театра «Кривбасс», располагавшемся в театре «Колизей». Поэтому и своё 80-летие театр отметил не в 2014 году, а в декабре 2011 года. К юбилею городом были выделены и средства на ремонт театра.
Творческая группа театра в 1934 году насчитывала 38 человек, из них 4 заслуженных артиста республики. Актёры первого поколения: Бессараб И. Е., Бессараб Е. С., Перездриенко З. И., Левкович П. И., Филькевич Л. Г., Красноплахтич А. М.
Во время Великой Отечественной войны театр, носивший в то время имя Криворожского украинского драматического театра, был эвакуирован в Красноярский край, где продолжал свою деятельность. За период войны театр успел представить публике около 30 постановок.
После войны театр был расформирован и часть актеров перешла в коллектив переехавшего в Кривой Рог Днепродзержинского русского драматического театра имени Т. Г. Шевченко.
В 1949 году театру было присвоено имя Тараса Шевченко.
Вместо разрушенного фашистами здания театра, в 1949—1954 годах на проспекте Карла Маркса было возведено здание в стиле сталинской неоклассики, архитектор В. Зуев.
У театра были названия: Криворожский драматический театр, русский драматический театр, музыкально-драматический. С 1966 года именовался музыкально-драматическим, а в 1981 году стал носить наименование — Театр драмы и музыкальной комедии имени Тараса Шевченко. С 2012 года носит название — Криворожский академический городской театр драмы и музыкальной комедии имени Тараса Шевченко.
Представители театра успешно принимают участие в фестивалях в Санкт-Петербурге, Одессе, Николаеве.
За более чем 80 лет творческой деятельности театр дал больше 20 тысяч представлений, на гастролях было дано больше 700 представлений, из них 150 для детей.
В разные годы на криворожской сцене актёры труппы театра были удостоены: почётного звания «Заслуженный артист УССР» Браславский B. Г., Дудка А. С., Котовец В. Н., Забалуев В. М., Данилов Д. В., Анненкова С. П., Левина Н. П., Захаров П. С., Ранцанц А. А., Ткач Ф. В., Суханова Л. И.; главный дирижёр театра Алексеев Ю. В. звания «Заслуженный деятель искусств УССР»; Полубоярцев В. К. звания «Народный артист Украины».
Директором в 1975—1999 годах была Анна Мусатова.

## Награды
- Почётная грамота Президиума Верховного Совета УССР (1984) — за успехи в развитии советской театральной драматургии, в связи с пятидесятилетней годовщиной.